# Rotwangenhörnchen
Die Rotwangenhörnchen (Dremomys) sind eine in Ost- und Südostasien verbreitete Gattung der Hörnchen. Sie sind Bewohner tropischer Regenwälder und gemäßigter Laubwälder. Am häufigsten findet man sie in großen Höhen von bis zu 3400 m. In den Wäldern bewohnen sie den Boden und die niedrigeren Regionen der Bäume. Hier suchen sie nach Nüssen, Früchten und nebenbei auch Insekten.

## Merkmale
Die Kopfrumpflänge beträgt um 20 cm, der Schwanz ist etwa 15 cm lang. Die Fellfarbe dieser Hörnchen ist unauffällig graubraun, manchmal mit olivfarbener oder rötlicher Schattierung. Die Unterseite ist weißlich oder gelblich. Namensgebend sind etwas hellere Flecken an den Kopfseiten, die rotbraun sein können, sich aber oft so wenig abheben, dass sie kaum erkennbar sind. Einige Arten haben rötlichbraune Körperpartien, vor allem Kinn, Kehle und Nacken können sich rötlich gegen das Rücken- und Bauchfell abheben. Der Schwanz der Tiere ist langhaarig, jedoch nicht buschig und sie weisen keine ausgeprägten Haarbüschel an den Ohrspitzen auf.
| 1 | · | 0 | · | 2 | · | 3 | = 22 |
| 1 | · | 0 | · | 1 | · | 3 | = 22 |

Der Schädel besitzt als auffälligstes Unterscheidungsmerkmal gegenüber anderen Gattungen ein langes und schmales Rostrum, das sich zur Schnauzenspitze verjüngt. Die Länge der Frontal- und Orbitalregion beträgt in der Regel weniger als 30 % der Gesamtlänge des Schädels und die Nasalia sind länger als die Breite der interorbitalen Verjüngung. Der Hirnschädel ist rund und konvex ausgebildet Alle Arten der Gattung besitzen im Oberkiefer pro Hälfte einen zu einem Nagezahn ausgebildeten Schneidezahn (Incisivus), dem eine Zahnlücke (Diastema) folgt. Hierauf folgen zwei Prämolare und drei Molare. Im Unterkiefer ist dagegen nur ein Prämolar ausgebildet. Insgesamt verfügen die Tiere damit über ein Gebiss aus 22 Zähnen. Der vordere obere Prämolar ist gut ausgebildet und so groß wie der folgende und die Molaren des Oberkiefers. Der Penisknochen ist leicht gebogen, bildet jedoch keinen ausgeprägten Winkel.

## Lebensweise
Die Tiere dieser Gattung sind prinzipiell baumlebend, kommen jedoch auch auf den Boden (semi-arboricol). Das Auffälligste an diesen Tieren sind die durchdringenden und lauten Rufe, die im Wald weithin hörbar sind.

## Systematik
Man unterscheidet aktuell sechs Arten in dieser Gattung:
- Rotkehlhörnchen, Dremomys gularis Osgood, 1932 – Yunnan, nördl. Vietnam
- Orangebauch-Himalayahörnchen, Dremomys lokriah (Hodgson, 1836) – östl. Himalaya
- China-Rotwangenhörnchen, Dremomys ornatus Balakirev, Abramov, Xuan, Rozhnov, 2021 – Süd-China
- Perny-Langnasenhörnchen, Dremomys pernyi (Milne Edwards, 1867) – Zentral- und Süd-China, nördl. Myanmar, nördl. Vietnam
- Echtes Rotwangenhörnchen, Dremomys rufigenis (Blanford, 1878) – Zentral- und Süd-China, Südostasien
- Rothüftenhörnchen, Dremomys pyrrhomerus (Thomas, 1895) – Zentral und Südost-China bis in das vietnamesische Grenzgebiet und Hainan.

Ebenfalls in diese Gattung wurde das Borneo-Berghörnchen gestellt, das jedoch nach neueren molekularbiologischen Untersuchungen in eine nähere Verwandtschaft zu den Arten der Sunda-Baumhörnchen (Sundasciurus) steht und entsprechend heute in dieser Gattung als Sundasciurus everetti zugeordnet wird.

## Belege
1. 1 2 3 4 5 6  Robert S. Hoffmann, Andrew T. Smith: Genus Dremomys. In: Andrew T. Smith, Yan Xie: A Guide to the Mammals of China. Princeton University Press, Princeton NJ 2008, ISBN 978-0-691-09984-2, S. 185.
2. ↑  Robert S. Hoffmann, Andrew T. Smith: Subfamily Callosciurinae. In: Andrew T. Smith, Yan Xie: A Guide to the Mammals of China. Princeton University Press, Princeton NJ 2008, ISBN 978-0-691-09984-2, S. 182.
3. ↑  J.J. Koprwski, E.A. Goldstein, K.R. Bennett, C. Pereira Mendes: Genus Dremomys. In: Don E. Wilson, T.E. Lacher, Jr., Russell A. Mittermeier (Herausgeber): Handbook of the Mammals of the World: Lagomorphs and Rodents 1. (HMW, Band 6), Lynx Edicions, Barcelona 2016; S. 722–723. ISBN 978-84-941892-3-4
4. ↑  Alexander E Balakirev, Alexei V Abramov, Xuan Bui, Viatcheslav Vladimirovich Rozhnov (2021). Natural Diversity and Phylogeny of Asian Red-Cheeked Squirrels (Rodentia, Sciuridae, Dremomys) in Eastern Indochina. Biology Bulletin, 48, 581-594. DOI:10.1134/S1062359022010046
5. ↑  Melissa T.R. Hawkins, Kristofer M. Helgen, Jesus E. Maldonado, Larry L. Rockwood, Mirian T.N. Tsuchiya, Jennifer A. Leonard: Phylogeny, biogeography and systematic revision of plain long-nosed squirrels (genus Dremomys, Nannosciurinae). Molecular Phylogenetics and Evolution, online 31. Oktober 2015. doi:10.1016/j.ympev.2015.10.023
6. ↑  J.J. Koprwski, E.A. Goldstein, K.R. Bennett, C. Pereira Mendes: Bornean Mountain Ground Squirrel; Sundasciurus everetti. In: Don E. Wilson, T.E. Lacher, Jr., Russell A. Mittermeier (Herausgeber): Handbook of the Mammals of the World: Lagomorphs and Rodents 1. (HMW, Band 6), Lynx Edicions, Barcelona 2016; S. 728–729. ISBN 978-84-941892-3-4